# Pietro Alfredo Ferraris
Pietro Alfredo Ferraris (Casale Monferrato, 15 marzo 1899 – Casale Monferrato, 20 aprile 1948) è stato un calciatore italiano.

## Carriera
Debuttò in massima serie con il Casale nel 1913-1914, proprio in occasione della doppia finale per l'assegnazione del titolo di Campione d'Italia (5 e 12 luglio), per sostituire il capitano Luigi Barbesino, squalificato. All'andata realizzò la terza rete della partita vinta (7-1) contro la Lazio.

## Palmarès

### Club

#### Competizioni nazionali
- Campionato italiano: 1

Casale: 1913-1914